# Алексєєвка (Октябрський район, Ростовська область)
Алексєєвка (Олексіївка) — село в Октябрському районі Ростовської області. Адміністративний центр Алексєєвського сільського поселення. Населення — 917 осіб (2010 рік).

## Історія
До 1921 року — хутір Малий Несвітай.
В 1923-24 роках Олексіївка була районним центром Олексіївського району Шахтинської округи Донецької губернії УСРР.

1925 року Олексіївський район у складі Шахтинської округи передано до Північнокавказького краю РРФСР.

## Географія
Село Алексеєвка розташовано над річкою Малий Несвітай.

### Вулиці
| - вул. Алексєєва, - вул. Бондаревського, - вул. Верхня, - вул. Зарічна, - вул. Колгоспна, - вул. Леніна, - вул. Миру, - вул. Надрічна, | - вул. Полтавська, - вул. Пушкарева, - вул. Північна, - вул. Соціалістична, - вул. Середня, - вул. Степова, - вул. Шкільна, - вул. Шурфова. |

## Відомі люди
В селі народився Єршов Іван Васильович (1867—1943) — оперний співак, народний артист СРСР (1938).